# USA Track and Field
L'USA Track & Field (USATF) est la fédération nationale d'athlétisme des États-Unis. L'USATF était connue il y a encore quelques années sous le nom de The Athletics Congress (TAC) dérivé lui-même de l'Amateur Athletic Union (AAU), qui a régi le sport aux États-Unis pendant la majeure partie du XXe siècle. Basée à Indianapolis, l'USATF est un organisme à but non lucratif dont les membres sont près de 100 000. L'organisation est dirigée par Stephanie Hightower.
Elle est impliquée dans de nombreux aspects de ce sport aux niveaux local, national et international, de la formation des entraîneurs, ainsi que les sciences du sports, aux développements des athlètes en passant par les programmes pour les jeunes et les séniors (les plus de 40 ans), les compétitions et le National Track & Field Hall of Fame.

## Histoire
Le 30 janvier 1878 à New York, le rameur et coureur américain William B. Curtis fonde officiellement ce qui est devenu, en 1887, l'Amateur Athletic Union (AAU). L'AAU a dirigé l'athlétisme aux États-Unis jusqu'à ce qu'en 1979, le premier Amateur Sports Act de 1978 décrète que l'AAU ne pouvait plus tenir le rôle de fédération sportive pour plusieurs sports sur le plan international.
La promulgation de la loi sur le sport amateur a été motivée par des pressions exercées par les athlètes amateurs, en particulier les coureurs, qui ont estimé que l'AAU imposait des règles artificielles pour prévenir d'une trop grande participation dans le sport.
The Athletics Congress (TAC), issu de l'AAU, a été créé à la fin de l'année 1979, lors de sa première réunion annuelle qui eut lieu Las Vegas, en liaison avec la convention annuelle de l'AAU. Une convention constitutionnelle s'est ensuite tenue à Dallas en 1980.
En 1992, le TAC a changé son nom en USA Track & Field (USATF) afin d'être plus facilement identifiable aux États-Unis.

## Affiliations
L'USA Track & Field est l'un des 212 membres de l'Association internationale des fédérations d'athlétisme (IAAF). L'USATF est aussi liée au Comité national olympique américain (USOC) et sélectionne par conséquent des athlètes pour les différentes compétitions internationales tels que les Jeux olympiques, les Championnats du monde ou les Jeux panaméricains. Elle est également responsable de la partie athlétisme de la fédération des sports universitaires (NCAA).

## Sources
- (en) Cet article est partiellement ou en totalité issu de l’article de Wikipédia en anglais intitulé « USA Track & Field » (voir la liste des auteurs).